# Marlon Kittel
Marlon Kittel (* 11. Dezember 1983 in Essen) ist ein deutscher Schauspieler.

## Leben und Werk
Marlon Kittel arbeitete zunächst als Stuntman bei der Fernsehserie Der Clown, bevor er als Schauspieler entdeckt wurde. Seit 1999 spielte er bereits in über einem Dutzend Kinofilmen mit. Seine erste große Rolle spielte er in Torsten Löhns Paule und Julia. Außerdem hatte er zahlreiche kleinere Auftritte in Fernsehserien, etwa in Siska, Der Alte, SK Kölsch, Polizeiruf 110 und anderen. In seiner Rolle als schwuler Jugendlicher in Sommersturm (2004) erreichte er größere Bekanntheit.

## Filmografie

### Kurzfilme
- 2000: Rillenfieber
- 2000: Freunde (Regie: Jan Krüger)
- 2007: Wilde Vögel fliegen
- 2010: Die Fortgeworfenen
- 2010: Haltlos – Losing Ground

### Spielfilme
- 2000: Anna Wunder
- 2002: Der Felsen
- 2002: Paule und Julia
- 2003: Verschwende deine Jugend
- 2003: Schwarzfahrt
- 2004: Sommersturm
- 2005: Die Bluthochzeit
- 2006: Der Feind im Inneren
- 2009: Unter Bauern – Retter in der Nacht
- 2009: Parkour
- 2011: Nimmersatt
- 2011: Feueralarm
- 2012: Gewissenskrieg
- 2023: Wochenendrebellen

### Fernsehfilme
- 1999: Der Sommer mit Boiler
- 2001: Die Sitte
- 2004: Klassenfahrt – Geknutscht wird immer
- 2004: Ein starkes Team: Lebende Ziele
- 2004: Emilia – Familienbande
- 2006: Der Untergang der Pamir
- 2006: Brennendes Herz
- 2006: Polizeiruf 110: Kleine Frau
- 2008: Die Zeit, die man Leben nennt
- 2008: Polizeiruf 110: Verdammte Sehnsucht
- 2008: Tatort: Verdammt
- 2008: Code 21
- 2009: Hoffnung für Kummerow
- 2009: Tatort: Oben und unten
- 2011: Unsere Mütter, unsere Väter
- 2015: Eine wie diese
- 2016: Zwei verlorene Schafe
- 2016: Krauses Glück (Fernsehfilm)
- 2017: Bodycheck: Mit Herz durch die Wand
- 2018: Morden im Norden: Der letzte Kuss
- 2019: Krauses Hoffnung

### Fernsehserien
| Jahre            | Titel                         | Episode                | Rolle(n)                          |
| ---------------- | ----------------------------- | ---------------------- | --------------------------------- |
| 1998             | Der Clown                     | Absturz                | Krüger                            |
| 1999             | Die Wache                     | 2 Folgen               | Toni Delbrück                     |
| 2001             | Siska                         | 2 Folgen               | Andrea Klein und Holger Schneller |
| 2001, 2015       | Der Alte                      | 3 Folgen               | verschiedene Rollen               |
| 2001             | Die Kumpel                    |                        |                                   |
| 2003, 2007, 2014 | SK Kölsch                     | 3 Folgen               | verschiedene Rollen               |
| 2001–2003        | Mein Leben & ich              |                        | Manuel                            |
| 2003             | Wolffs Revier                 | Fahrerflucht           | Simon                             |
| 2004             | Einmal Bulle, immer Bulle     | Die Stimme des Mörders |                                   |
| 2005             | Ein starkes Team              | Lebende Ziele          | Lars Wittgenstein                 |
| 2006             | Wilsberg                      | Falsches Spiel         | Sven Siegert                      |
| 2003–2007        | SOKO Köln                     |                        | Björn Römer und Sebastian Weber   |
| 2007             | Notruf Hafenkante             | Der kleine Bruder      | Sören                             |
| 2008             | Die Familienanwältin          |                        | Michael Seifert                   |
| 2008             | Da kommt Kalle                |                        | Lucas Berthold                    |
| 2008             | Der Bergdoktor                | Fluchthelfer           | Tobias                            |
| 2008             | Die Gerichtsmedizinerin       | Mord nach Stundenplan  | Kai Makalowski                    |
| 2008             | Kommissar Stolberg            |                        | Ramon Hartwig                     |
| 2009             | Großstadtrevier               |                        | Torben Lüders                     |
| 2009             | Ihr Auftrag, Pater Castell    |                        | Gunnar Feld                       |
| 2009             | Stubbe – Von Fall zu Fall     |                        | Hannes Trautmann                  |
| 2010             | Küstenwache                   |                        | Nick Abel                         |
| 2010             | Der Kriminalist               |                        | Kay Franke                        |
| 2010             | Die Bergwacht                 |                        | Ronnie                            |
| 2011             | SOKO Leipzig                  |                        | Thomas Vander                     |
| 2012             | Der letzte Bulle              |                        | Kevin Schmitz                     |
| 2012             | Die Draufgänger               |                        | Lars Möller                       |
| 2012             | Letzte Spur Berlin            |                        | Karsten Tillmann                  |
| 2013             | Doc meets Dorf                |                        | Finn                              |
| 2013             | SOKO Wismar                   |                        | Robert Brand                      |
| 2013             | Löwenzahn                     |                        | Rob Kutscher                      |
| 2015             | Sibel & Max                   |                        | Thorsten Reimers                  |
| 2016             | Familie Dr. Kleist            | Neues Leben            | Jan Flemming                      |
| 2018             | In aller Freundschaft         | Wieder auf Anfang      | Mark Weidenberg                   |
| 2019             | Beck is back!                 | Gaffer                 | Georg                             |
| 2021             | Gute Zeiten, schlechte Zeiten |                        | Florian Schneider                 |

### Hörspiele (Auswahl)
| Jahre | Titel                                           | Englischer Titel                            | Rolle(n) |
| ----- | ----------------------------------------------- | ------------------------------------------- | -------- |
| 2006  | Romeo und Giulietta                             | Romeo and Juliet                            |          |
| 2006  | Märchenmarathon                                 | Fairy Tale Marathon                         |          |
| 2007  | Die Unruhe der Stella Federspiel                | The Restlessness of Stella Federspiel       |          |
| 2007  | Der Heisseste Tag des Jahres                    | The Hottest Day of the Year                 |          |
| 2007  | 1974                                            | 1974                                        |          |
| 2008  | Die Tore der Welt                               | The Gates of the World or World Without End |          |
| 2008  | Schnaps im Teekessel                            | Shot in the Kettle                          |          |
| 2009  | Sexmonster                                      | Sex Monster                                 |          |
| 2009  | 12 Stunden Hassel (Reihe „Ruhrpottbrüder“)      |                                             | Dennis   |
| 2010  | Krabat                                          | Krabat                                      |          |
| 2011  | Xanadu                                          | Xanadu                                      |          |
| 2011  | Nichts – was im Leben wichtig ist               | Nothing – What is Important in Life         |          |
| 2011  | Angerichtet                                     | Served                                      |          |
| 2012  | School-Shooter                                  | School Shooter                              |          |
| 2012  | Das sind nicht wir, das ist nur Glas            | That is not Us, That is just Glass          |          |
| 2012  | Drei Tage Nordstadt (Reihe „Ruhrpottbrüder“)    |                                             | Dennis   |
| 2013  | Mord am Hindukusch                              | Murder in the Hindu Kush                    |          |
| 2013  | Eine Reise ans Meer                             | A Trip to the Sea                           |          |
| 2015  | Keine Sekunde Schanze (Reihe „Ruhrpottbrüder“)  |                                             | Dennis   |
| 2017  | Fuffzig Minuten Berlin (Reihe „Ruhrpottbrüder“) |                                             | Dennis   |
| 2020  | Der zweite Schlaf                               | The Second Sleep                            | Bursche  |

## Auszeichnungen
| Jahre | Film                                 | Preis                          | Kategorie                                             | Nominiert oder erhalten |
| ----- | ------------------------------------ | ------------------------------ | ----------------------------------------------------- | ----------------------- |
| 2002  | Paule und Julia                      | International Filmfest München | Bester Nachwuchsdarsteller                            | Nominiert               |
| 2002  | Paule und Julia                      | Förderpreis Deutscher Film     | Bester Nachwuchsschauspieler                          | Nominiert               |
| 2005  | Klassenfahrt – Geknutscht wird immer | Undine Award 1                 | Bester jugendlicher Schauspieler in einem Fernsehfilm | Nominiert               |
| 2005  | Sommersturm                          | Undine Award 2                 | Bester jugendlicher Nebendarsteller in einem Kinofilm | Nominiert               |